# Футбольный матч Барбадос — Гренада (1994)
Футбольный матч между сборными командами Барбадоса и Гренады, состоявшийся 27 января 1994 года, вошёл в историю неожиданными действиями игроков обеих сборных и привёл к пересмотру правил проведения Карибского кубка. Команда Барбадоса победила в дополнительное время со счётом 4:2 при действовавшем тогда правиле о «золотом голе», засчитывающемся автоматически за два. После Кубка это правило было отменено.

## История
Футбольная встреча состоялась в рамках Карибского кубка 1994 года. Из «Группы 1», где выступали сборные Барбадоса, Гренады и Пуэрто-Рико, по регламенту в следующий этап Кубка выходила только одна команда.
Перед последним групповым матчем положение команд в турнирной таблице было следующим:
| Команда     | И | В | Н | П | МЗ | МП | РМ | О |
| ----------- | - | - | - | - | -- | -- | -- | - |
| Гренада     | 1 | 1 | 0 | 0 | 2  | 0  | +2 | 3 |
| Пуэрто-Рико | 2 | 1 | 0 | 1 | 1  | 2  | −1 | 3 |
| Барбадос    | 1 | 0 | 0 | 1 | 0  | 1  | −1 | 0 |

Команда Гренады была на первом месте, и ей необходимо было не проиграть Барбадосу (или проиграть с разницей в один мяч). Барбадосцам же, чтобы занять первое место в группе, нужно было победить в очной встрече сборную Гренады, причём с разницей минимум в 2 мяча. Интригу в матч внесло существовавшее тогда правило турнира, по которому в случае ничьей в основное время назначался овертайм, а гол в дополнительное время («золотой гол») приравнивался к двум голам и немедленно завершал игру.

### Ход и результат матча
Команда Барбадоса, быстро забив два гола, повела в матче со счётом 2:0. Такой результат, устраивающий барбадосцев, держался до 83-й минуты основного времени матча, когда в одной из атак команде Гренады удалось поразить ворота Барбадоса, и счёт стал 2:1. Команда Гренады, которую устраивал такой итог встречи, всем составом перешла к своим воротам, отбиваясь от атак соперника — третий гол в их ворота привёл бы к невыходу из группы.
Барбадосцы, видя, что встреча близится к завершению и им не удаётся забить третий гол, на 87-й минуте матча умышленно забили гол в свои ворота, таким образом не выиграв в основное время и намереваясь перевести матч в дополнительные 30 минут. По правилам турнира забитый в овертайме «золотой гол» приравнивался к двум голам и приводил к окончанию всего матча, на что и полагались футболисты Барбадоса, чтобы выйти в следующий этап Карибского кубка. Команда Гренады поняла замысел соперника и решила в оставшееся основное время забить гол в любые ворота — или она победит со счётом 3:2 (взяв три очка) или проиграет 2:3 (проиграет с разницей менее чем в два гола) — в любом из этих случаев она выходила в следующий этап соревнований (во втором случае — по лучшей разнице забитых и пропущенных мячей). В последние минуты основного и четыре минуты добавленного времени действия игроков на поле приняли комический характер — гренадцы старались забить гол в любые ворота, а барбадосцы оборонялись как у своих ворот, так и у ворот соперника. Барбадос выстоял, и основное время матча закончилось со счётом 2:2.
План команды Барбадоса сработал в дополнительное время. Барбадосцы забили «золотой гол», матч сразу был окончен со счётом 4:2, и по итоговой разнице мячей Барбадос вышел в финальную фазу Карибского кубка 1994 года.
Окончательный результат «Группы 1»:
| Команда     | И | В | Н | П | МЗ | МП | РМ | О |
| ----------- | - | - | - | - | -- | -- | -- | - |
| Барбадос    | 2 | 1 | 0 | 1 | 4  | 3  | +1 | 3 |
| Гренада     | 2 | 1 | 0 | 1 | 4  | 4  | 0  | 3 |
| Пуэрто-Рико | 2 | 1 | 0 | 1 | 1  | 2  | −1 | 3 |

После этого футбольного матча правило двойного «золотого гола» в играх Кубка больше не использовалось.